# 蒙珀扎伯爵亨里克
亨里克·卡尔·约阿基姆·亞蘭（丹麥語：Henrik Carl Joachim Alain，2009年5月4日—），丹麦伯爵。他是玛格丽特二世女王和亨里克亲王的孫子，约阿基姆王子和玛丽·卡瓦利耶的長子，也是丹麦王位的第九继承人。

## 名字
- 亨里克（Henrik）以祖父亨里克親王命名
- 卡爾（Carl）可能是祖母的舅舅威斯堡伯爵卡爾·約翰親王命名
- 约阿基姆（Joachim）以父親约阿基姆王子命名
- 亞蘭（Alain）以外祖父亞蘭·卡瓦利耶命名